# Miray Daner
Miray Daner (Estambul, 15 de enero de 1999) es una actriz turca.

## Biografía
Miray Daner nació en Estambul, el 15 de enero de 1999. Comenzó su carrera a la edad de siete años como actriz infantil después de que una amiga de su madre le sugiriera que se postulara a una agencia de casting. Hizo sus primeras apariciones en un episodio de la popular serie de fantasía Bez Bebek en la cual interpretó a la muñeca Nergis, y en el episodio de la exitosa serie de comedia 1 Kadın 1 Erkek en el papel de Zeynep joven. A Daner le agradaba la actuación desde muy joven y le surgió interés por el teatro musical mientras actuaba en la serie turca Papatyam.
| Cuando tenía siete años, una amiga de mi mamá insistió en que me postulara en una agencia de casting. En la misma semana, participé en un comercial. Todo era muy agradable para mí cuando era niña. Me di cuenta de que quería ser actriz en el teatro musical mientras actuaba en Papatyam con Metin Akpınar. He aprendido todo acerca de la actuación y la vida por Metin Akpınar. — Miray Daner en una entrevista. |

A la edad de nueve años, apareció en 121 episodios de la serie Papatyam en el papel de Gonca junto a Metin Akpınar, quien es considerado en Turquía uno de los mejores actores del cine turco. En 2010, interpretó a Sabiha Gökçen en su primera película titulada Dersimiz Atatürk junto a Halit Ergenç, la primera piloto de combate del mundo e hija adoptiva de Mustafa Kemal Atatürk; y más tarde formó parte del elenco principal de la película Çınar Unğacı. Ese año, actuó en la obra de teatro Sürç-i Lisan Etti-isek Affola.
En 2012, interpretó su primer papel protagonista en Zil Çalınca, la primera serie turca de Disney Channel Turquía y una adaptación de As the Bell Rings. Más tarde, Daner apareció como ella misma en el corto para televisión, Zil Çalınca Avı. Actuó junto a Cihan Şimşek por quinta vez en Merhaba Hayat, una adaptación de Private Practice, y se incorporó al elenco principal de Medcezir, una adaptación de la serie The O.C. Poco después obtuvo un papel en la película Arkadaşım Max. Desde su niñez, interpretó personajes de diversos géneros, entre los que se incluyen la comedia, el fantástico, biográfico y el dramático.
A la edad de diecisiete años, interpretó a Hilal en Vatanım Sensin, una serie sobre la Guerra de Independencia turca. Al año siguiente, Daner ganó un premio Altın Kelebek a mejor actriz revelación por su papel en la serie. Desde entonces, ganó reconocimiento por parte de la crítica. Más tarde protagonizó la película Hürkuş basada en la vida del aviador Vecihi Hürkuş.
En julio de 2018, Daner fue seleccionada para protagonizar la serie turca Bir Litre Gözyaşı junto con Mert Yazıcıoğlu para Kanal D, una adaptación del drama japonés 1 Litre of Tears, cuya trama está basada en hechos reales. Daner interpreta a Cihan,  una joven que padece de una enfermedad degenerativa.

## Vida personal
Entre sus parientes paternos están los actores Aras Bulut İynemli (primo), Orçun İynemli (primo), Cengiz Daner (tío) e İlhan Daner (tío abuelo).Su pareja actual es Deniz Can Aktaş con el cual esta filmando una serie de televisión: Amor sin límites hudutsuz sevda.Tiene una hermana mayor, la diseñadora de moda İpek Nur Daner. Su abuelo materno es uno de los turcos que inmigraron de Grecia a Turquía debido a la guerra.
Daner ha asistido a cursos de danza, deportes y pintura. Ganó una medalla de oro en la carrera de 100 m de Estambul, pero no estaba interesada en convertirse en deportista. Escribió un libro de cuentos cuando tenía 10 años. El dinero recaudado de sus ventas sería donado a organizaciones benéficas infantiles. Durante una entrevista, dijo que le gustaría hacer diferentes trabajos y estudiar psicología pues considera que contribuiría a su trabajo actoral.

Miray Daner inició una relación sentimental con el exfutbolista Oğulcan Engin desde el 2021 hasta el 2023.

## Filmografía

### Cine
| Año  | Película                    | Papel         |
| ---- | --------------------------- | ------------- |
| 2010 | Dersimiz Atatürk            | Sabiha Gökçen |
| 2011 | Çınar Unğacı                | Pelin         |
| 2013 | Arkadaşım Max               | Melda         |
| 2018 | Hürkuş: Göklerdeki Kahraman | Selin         |

### Televisión
| Año           | Serie                | Papel            | Notas                    |
| ------------- | -------------------- | ---------------- | ------------------------ |
| 2008          | Bez Bebek            | La muñeca Nergis | Episodio 53              |
| 2008-2011     | Papatyam             | Gonca            |                          |
| 2010          | 1 Kadın 1 Erkek      | Zeynep joven     | Episodio 98              |
| 2012-2013     | Zil Çalınca          | Duygu            | Protagonista             |
| 2012          | Merhaba Hayat        | Dünya            |                          |
| 2012          | Zil Çalınca Avı      | Ella misma       | Película para televisión |
| 2013-2015     | Medcezir             | Beren Beylice    |                          |
| 2016-2018     | Vatanım Sensin       | Hilal            | Protagonista             |
| 2018-2019     | Bir Litre Gözyaşı    | Cihan Yürekli    | Protagonista             |
| 2020          | Saygı                | Helen            | Protagonista             |
| 2022-2024     | Como vuela el cuervo | Asli Tuna        | Protagonista             |
| 2023-presente | Hudutsuz Sevda       | Zeynep Leto      | Protagonista             |